# 馬鳴埔
馬鳴埔，是臺灣臺中市外埔區的一個傳統地域名稱，位於該區中部。相較於今日行政區，其範圍大致包括馬鳴里、中山里不含北部邊界地帶、大東里東南端。

## 歷史
台灣清治末期，馬鳴埔地區為一街庄，稱為「馬鳴埔庄」，隸屬於苗栗三堡。該庄西北與鐵砧山腳庄為鄰，東北及東與廍仔庄為鄰，南邊為六份庄，西邊為磁磘庄、大甲東庄。
1901年（日明治三十四年）11月，全台廢縣廳改設二十廳，該庄隸屬於苗栗廳。1903年（明治三十六年）6月，該庄編入「外埔區」，仍隸屬於苗栗廳。1909年（明治四十二年）10月，全台二十廳合併為十二廳，苗栗廳廢止，外埔區改隸屬於臺中廳。1920年（大正九年），全台地方制度大改正，該庄改制為「馬鳴埔」大字，隸屬於臺中州大甲郡外埔庄。
戰後外埔庄改制為外埔鄉，隸屬於臺中縣，大字亦改制為村。1950年10月，中、彰、投分治，外埔鄉隸屬不變。2010年12月，隨著臺中縣、市合併為直轄臺中市，外埔鄉改制為外埔區，村亦改制為里。

## 聚落
本地區發展較早的聚落為馬鳴埔，在日治期初期的官方地圖上已有記載。此外，本地區尚有新厝、崎頂、崁頭、碑腳、頂竹圍、中山等聚落。

## 交通
國道3號又稱「福爾摩沙高速公路」，是貫穿台灣西部的兩條縱向高速公路之一，大致以東北—西南走向經過馬鳴埔地區西北部邊界外不遠處。大甲交流道即在西側邊界外的市道132號交會處，由此可快速前往台灣西部各地。
區道中24線（長生路、東西巷）是大甲東至三崁頭的道路，大致以北北東—南南西走向轉北偏西—南偏東走向經過本地區中部偏西地帶。由該道路向北北東轉北至鐵砧山腳的新厝子轉西可前往鐵砧山腳聚落、頂店南端的大甲高工、大甲東與山腳交界地帶、山腳中部偏東北並止於市道132號路口，向南偏東轉南可前往六分西部邊界地帶的市道132號舊線（甲后路三段）路口。
區道中26線（大馬路、新厝路、土城路）是外水尾至五崁腳的道路，大致以西北西—東南東走向轉西南西—東北東走向經過本地區。由該道路向西北西可前往大甲東、山腳南部並止於市道132號路口，向東北東可前往廍子後轉東南可前往土城、中社地區西部的五崁腳並止於區道中33線路口。
區道中27線（中山路）是鐵山里至外埔的道路，大致以北北西—南南東走向轉東北—西南走向再轉縱向經過本地區西部。由該道路往北北西可前往鐵砧山腳並止於區道中24線路口，向南可前往六分西北端的區道中30線路口。

## 學校
- 馬鳴國小